# BKK Düsseldorf
Die BKK Düsseldorf war eine Betriebskrankenkasse mit Sitz in Düsseldorf. Die Krankenkasse war für alle Personen mit Wohnsitz oder Beschäftigungsort in Nordrhein geöffnet.

## Geschichte
Die BKK Düsseldorf entstand am 1. Januar 1994 aus der Fusion der BKK Stadt Düsseldorf mit der BKK Rheinbahn, die ursprünglich als Betriebskrankenkasse der Rheinischen Bahngesellschaft AG gegründet wurde.
Die BKK Düsseldorf war Opfer des BKK-Korruptionsskandals. Nachdem der Vorstandschef der Krankenkasse jahrelang falsche Rechnungen beglich, um im Gegenzug Bestechungsgelder zu kassieren, war die Krankenkasse wirtschaftlich so ruiniert, dass das Landesversicherungsamt Nordrhein-Westfalen mit Beschluss vom 6. November 2001 die Schließung der Krankenkasse zum Jahresende 2001 anordnete.